# Georges Louis Leclerc, Bá tước xứ Buffon
Georges Louis Leclerc, Bá tước xứ Buffon hay Bá tước Đờ Buyp-phông (phát âm tiếng Pháp: [ʒɔʁʒ lwi ləklɛʁ kɔ̃t də byfɔ̃]; 7 tháng 9 năm 1707 – 16 tháng 4 năm 1788) là một nhà tự nhiên học, nhà toán học, nhà vũ trụ học và tác giả sách giáo khoa người Pháp.
Các công trình của ông có ảnh hưởng đến hai thế hệ các nhà tự nhiên học tiếp theo, trong đó có Jean-Baptiste Lamarck và Georges Cuvier.

## Thân thế và sự nghiệp
Buffon sinh ra trong một gia đình giàu có tại Burgundy, nơi cha ông là một quan chức quyền quý. Buffon được giáo dục tử tế trong một trường dòng Tên và đại học